# De vierde man (film)
De vierde man is een Nederlandse film uit 1983 geregisseerd door Paul Verhoeven. De film is gebaseerd op de gelijknamige roman van Gerard Reve.
De vierde man is een barok vormgegeven, bovennatuurlijke thriller waarbij droom en werkelijkheid door elkaar lopen. De film is een mengsel van surrealistische horror, psychische spanning, zware (biseksuele) erotiek en Bijbelse symboliek.
De vierde man trok in Nederland 300 duizend bezoekers. Aanzienlijk minder dan Verhoevens vorige films die alle een miljoenenpubliek wisten te bereiken. In het buitenland was de film veel succesvoller, in Amerika werd het zelf de meest succesvolle Nederlandse film tot nu toe. De vierde man gaf Paul Verhoeven grotere bekendheid in Hollywood en is tegenwoordig een cultfilmklassieker.

## Verhaal
De succesvolle schrijver Gerard Reve gaat op reis naar Vlissingen om daar voor een literair genootschap een lezing te geven over zijn nieuwe boek. In een kiosk op het station ziet hij een aantrekkelijke jongeman die hem fascineert. Onderweg krijgt hij in visioenen allerlei voortekenen die hem waarschuwen voor naderend onheil. Ook ziet hij in de trein een vreemde vrouw zitten die hem een onbestemd gevoel bezorgt.
Nadat hij zijn lezing heeft gegeven mist hij de laatste trein naar Amsterdam. Hij wil niet in het voor hem geboekte hotel overnachten omdat dat hem een angstig gevoel geeft, in plaats daarvan besluit hij om in te gaan op het aanbod van Christine Halsslag, een rijke weduwe die hij tijdens de lezing ontmoet heeft, om bij haar te overnachten.
Gerard gaat in op de avances van de bloedmooie maar mysterieuze Christine. De volgende ochtend ziet Gerard op het bureau van Christine een foto van haar vriend, die hij herkent als de jongeman die hij zag in de kiosk. Gerard voelt zich sterk aangetrokken tot de sportieve fysiek van deze Herman. Gerard is daarom vastberaden met hem in contact te komen. 
Gerard weet het zo te spelen dat hij bij Christine kan blijven overnachten terwijl zij Herman ophaalt. Tijdens deze nachten worden de voortekenen van dreiging steeds heftiger: Gerard krijgt steeds meer hallucinaties en voortdurend wordt hij gewaarschuwd voor Christine. Ze blijkt namelijk al drie keer getrouwd te zijn en alle drie haar mannen zijn op mysterieuze wijze om het leven gekomen. Zal Gerard de vierde man worden?

## Rolverdeling
| Acteur             | Personage              |
| ------------------ | ---------------------- |
| Jeroen Krabbé      | Gerard Reve            |
| Thom Hoffman       | Herman                 |
| Renée Soutendijk   | Christine Halsslag     |
| Dolf de Vries      | Dr. de Vries           |
| Geert de Jong      | Ria                    |
| Caroline de Beus   | Adrienne               |
| Hero Muller        | Josefs                 |
| Hans Veerman       | Begrafenisondernemer   |
| Reinout Bussemaker | Eerste echtgenoot      |
| Erik J. Meijer     | Tweede echtgenoot      |
| Ursul de Geer      | Derde echtgenoot       |
| Filip Bolluyt      | Surfer                 |
| Hedda Lornie       | Verkoopster boekhandel |
| Pamela Teves       | Verpleegster           |

## Achtergrond

### Productie
Na het enorme succes en de slechte kritieken van Spetters, wilde Verhoeven laten zien dat hij ook andere dingen in zijn mars had. Verhoeven besloot daarom een serieuze weg in te slaan met het maken van een film die nog nooit eerder in Nederland was gemaakt: een occulte erotische thriller met christelijke symboliek.
Het scenario werd opnieuw geschreven door Gerard Soeteman en als uitgangspunt koos men ditmaal een roman van Gerard Reve. De vierde man was een boek dat Reve aanvankelijk als boekenweekgeschenk had geschreven maar dat geweigerd was vanwege de vele seksscènes.
Joop van de Ende, die eerder Spetters had geproduceerd, had het te druk met het produceren van theatershows. Daarom dat Verhoeven en Soeteman noodgedwongen op zoek moesten naar een andere producent. Ze deden een opmerkelijke stap door aan te kloppen bij Rob Houwer, de producent bij wie ze vier jaar eerder met ruzie waren vertrokken. Houwer legde de ruzie bij en al snel was het benodigde budget van 1,4 miljoen gulden geregeld. 
De opnames van de film vonden plaats in Vlissingen. De scène bij en op het kerkhof, waar de urnen opgeslagen waren, werden opgenomen op de Soesterweg in de wijk Soesterkwartier in Amersfoort.

### Scenario
Het scenario van Gerard Soeteman is een mengsel van alle stijlkenmerken die ook in de romans van Reve voorkomen: het katholicisme, angst voor de dood, de Mariaverering, homoseksualiteit, zwarte humor en barok verheven taalgebruik. Soeteman mengde het verhaal met elementen uit andere romans van Reve en smeedde dat alles samen tot een duidelijk geheel. Hierdoor wijkt de film behoorlijk af van de gelijknamige roman.

### Regie
Verhoeven werd bij de regie van deze film geïnspireerd door het werk van drie andere regisseurs: de suspense van Alfred Hitchcock, het surrealisme van Luis Buñuel en de verhouding tussen dromen, religie en psychologie van Ingmar Bergman. Verhoeven liet zijn fantasie de vrije loop in een aantal zeldzaam gruwelijke droomscènes: een spin in een web, een afgehakte penis, een oog dat uiteenspat, drie bloedende geslachte runderen in een abattoir met een vierde lege vleeshaak ernaast en een Maria-achtige vrouw die steeds opduikt. 
Opmerkelijk is dat De Vierde Man veel overeenkomsten vertoont met een andere film van Verhoeven, namelijk Basic Instinct. Beide films zijn erotische thrillers waarin een labiele man valt voor een mysterieuze vrouw. Basic Instinct bevat echter geen occulte elementen en hallucinaties. Verhoeven noemde Basic Instinct een Amerikaanse herinterpretatie van het verhaal van De Vierde Man.

### Camerawerk
Het camerawerk in De Vierde Man werd verzorgd door Jan de Bont. Dit camerawerk kenmerkt zich door langzame, vloeiende bewegingen. Veel tegenlicht en de kleur rood die steeds opduikt. Ook zien we veel heftige kleurcontrasten, hard rood tegen hard blauw, en veel licht- en schaduweffecten. Deze effecten werden gemaakt door veel kunstlicht met lichtfilters te gebruiken. Volgens Verhoeven droeg het zwoele camerawerk bij aan de dromerige en dreigende sfeer van de film. De cameratechnieken waren een breuk met Verhoevens eerdere films waarin minder kunstlicht werd gebruikt, meer statische of handheld shots en een snellere montage.

### Ontvangst
De Vierde Man werd in Nederland redelijk goed ontvangen en trok rond de 300.000 bezoekers. Sommige critici verweten dat de film overdreven was en te veel van het goede. Weer andere critici wisten niet of ze de film als serieuze thriller of als zwarte komedie moesten interpreteren. Gerard Reve was erg tevreden en noemde het de beste van al zijn boekverfilmingen. 
In het buitenland werd de film aanzienlijk beter ontvangen dan in Nederland zelf. De film won prijzen op filmfestivals in Toronto, Chicago en Avoriaz. Het was de openingsfilm van het Seattle filmfestival en in 1984 kreeg De Vierde Man de prijs voor buitenlandse film van de Los Angeles Filmcritics Association. 
In 2010 werd de film door het tijdschrift Empire geplaatst op nr. 93 in de top 100 beste films ter wereld. De film heeft anno 2014 een 100% score op de website Rotten Tomatoes, het is de enige Nederlandse film die 100% scoort.